# Vasile Diacon
Vasile Diacon es un deportista moldavo que compite en lucha libre. Ganó una medalla de bronce en el Campeonato Europeo de Lucha de 2023, en la categoría de 70 kg.

## Palmarés internacional
| Campeonato Europeo | Campeonato Europeo | Campeonato Europeo | Campeonato Europeo |
| Año                | Lugar              | Medalla            | Categoría          |
| ------------------ | ------------------ | ------------------ | ------------------ |
| 2023               | Zagreb (Croacia)   | Medalla de bronce  | 70 kg              |